# Église Sainte-Claire de Berlin
Pour les articles homonymes, voir Église Sainte-Claire.
L'église Sainte-Claire (Sankt-Clara-Kirche) est une église catholique de Berlin située dans le quartier de Neukölln, bâtie en 1895-1897 dans le style néogothique. C'est aujourd'hui un monument classé.

## Historique
Il existait une vingtaine de familles catholiques à Rixdorf (ancien nom de Neukölln) en 1837. Elles fréquentaient la paroisse Sainte-Edwige, seule église catholique de la capitale du royaume de Prusse, puis également l'église Saint-Michel, deuxième église catholique à être construite (1851). Elles louent diverses salles à Nixdorf pour assister à la messe, mais l'augmentation de la population nécessite à la fin des années 1870 d'utiliser un espace plus grand. La quasi-paroisse Sainte-Claire, qui dépend de Saint-Michel, est fondée en 1873. Un terrain est acheté en 1880 dans l'actuelle Briesestraße pour la somme de neuf mille marks d'or. La première pierre d'une chapelle pouvant contenir cent cinquante fidèles est posée le 12 novembre 1880. La chapelle est consacrée le 18 septembre 1881. La messe y était dite un dimanche par mois par un prêtre de l'église Saint-Michel et ouverte tous les dimanches pour des prières.
Cette chapelle se révélant insuffisante, un comité de financement réunit la somme de cent vingt cinq mille marks d'or pour la construction d'une véritable église. La quasi-paroisse Sainte-Claire devient paroisse indépendante le 13 janvier 1894. La construction débute le 10 mars 1895. L'église est bénie le 24 juin 1897, en l'honneur de sainte Claire, mais sa consécration solennelle par Mgr Christian Schreiber n'a lieu qu'en 1930. Une partie de la paroisse fonde ensuite la paroisse Saint-Édouard dans les années 1900. Cette dernière fusionne à nouveau avec Sainte-Claire en 2004, pour des raisons de baisse de pratique religieuse et de difficultés financières.

## Architecture

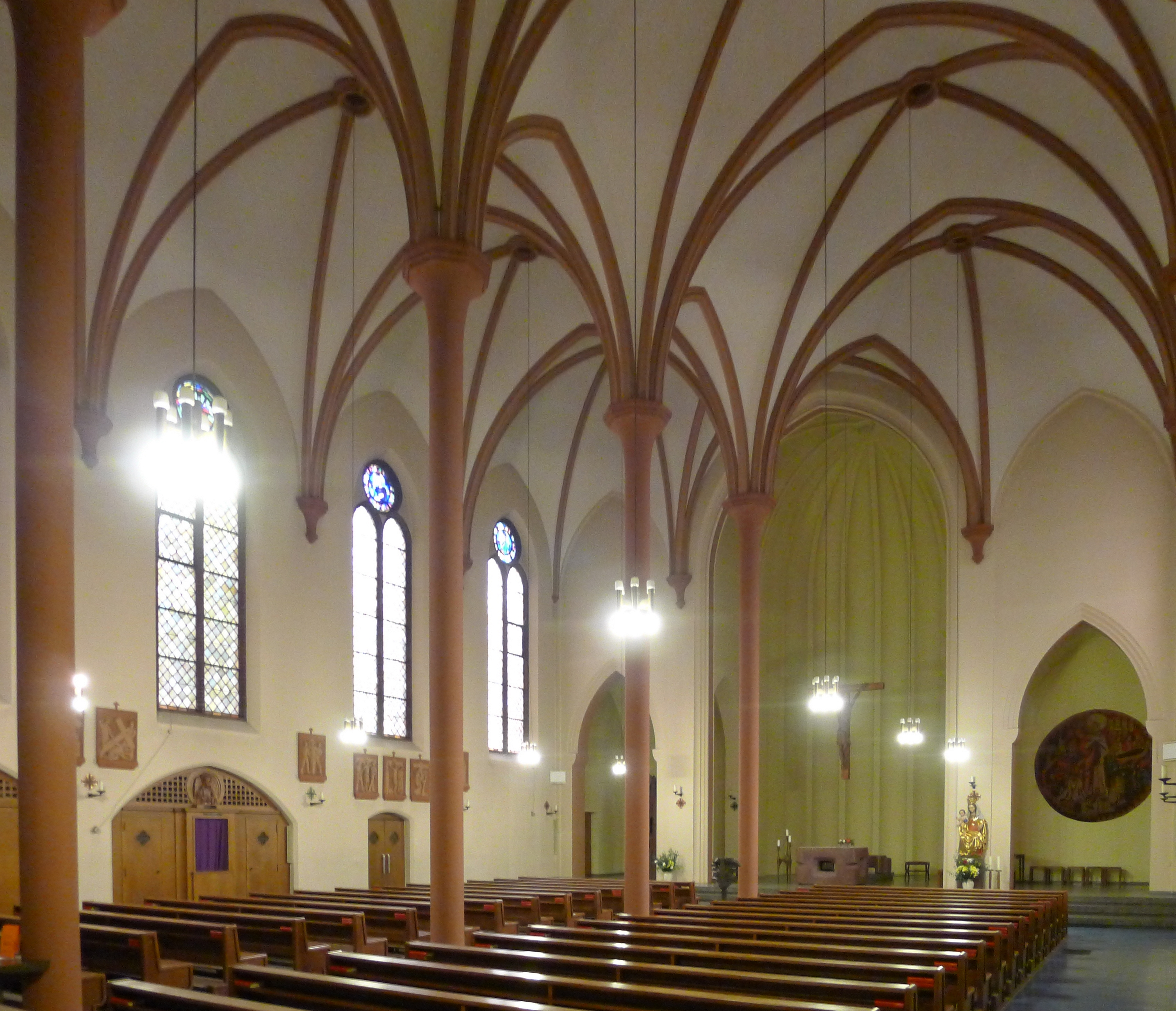
Intérieur de l'église

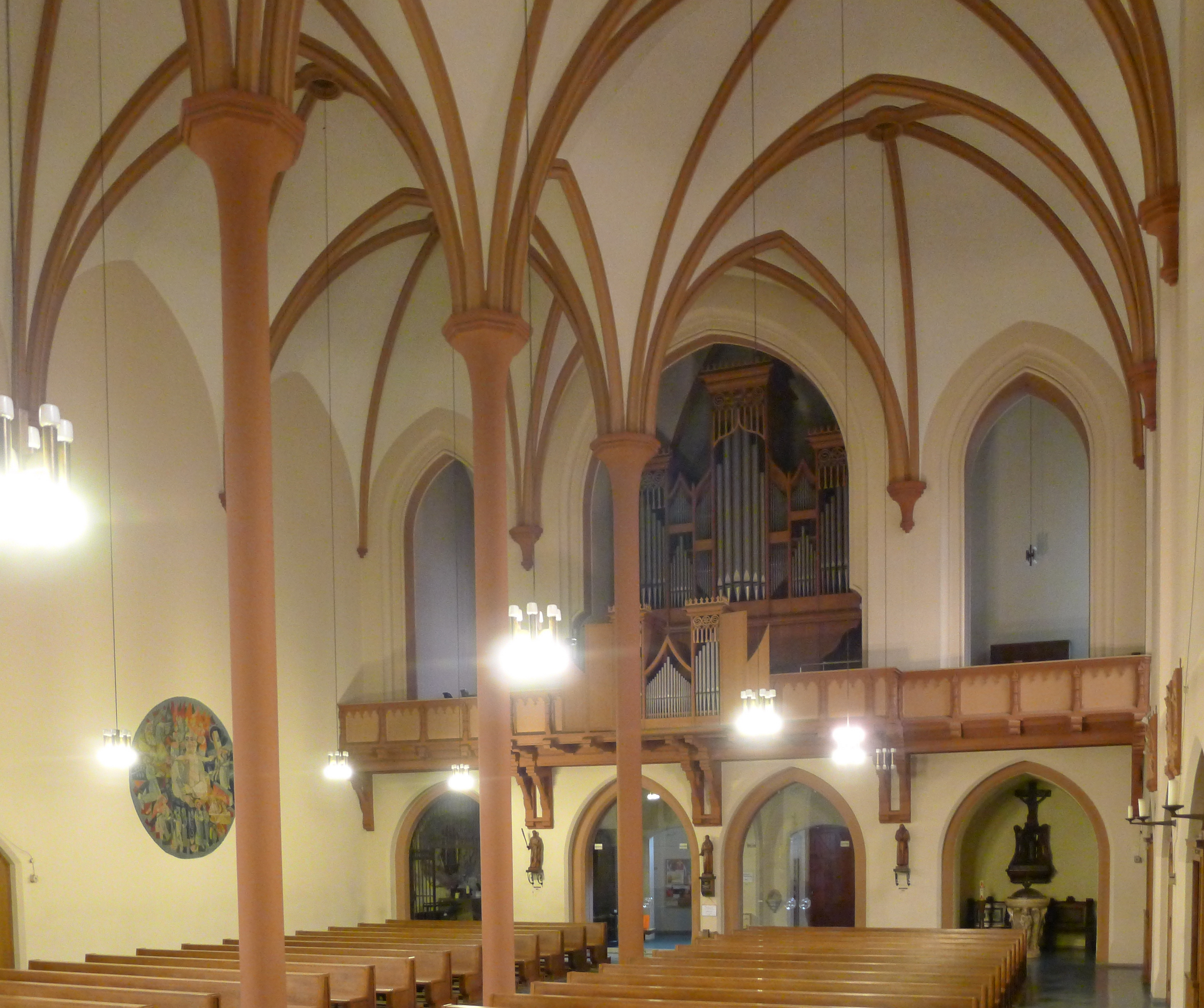
Vue de l'orgue et de sa tribune

Selon les plans de l'architecte August Menken, l'église-halle de briques est ornée de pignons dans le style nordique et bordée de frises et de corniches. Le double-portail est surmonté d'une fenêtre trilobée au-dessous de trois rosettes sous une double lancette. Entre les portails se trouve une mosaïque représentant Notre-Dame du Rosaire.
Le pignon principal n'est pas entièrement développé, car sa partie gauche est encastrée dans le puissant clocher d'angle, de plan quadrilatère. Il est coiffé d'une flèche octogonale surmonté d'une croix avec un coq en girouette et flanqué aux quatre coins de petites flèches également octogonales.
Les vitraux de Fritz Schaefler sont détruits pendant la bataille de Berlin. La nef peut accueillir 1 200 fidèles, dont 300 assis. Elle comporte des croisées d'ogive soutenues par quatre piliers et des consoles. Devant l'abside en forme de coquille, se trouve le maître-autel face au peuple datant de 1968, le dernier datant de 1940 ayant disparu à la suite des nouvelles normes liturgiques du concile Vatican II. Il est flanqué de deux chapelles latérales. L'ambon est l'œuvre de Paul Brandenburg en 1981.
Des trois cloches de bronze, deux sont détruites pendant la guerre. Les cloches actuelles datent respectivement de 1924, avec l'inscription St Clara, ora pro nobis! (490 kg); de 1954, avec l'inscription Regina pacis + ora pro nobis (940 kg) et la troisième de 1954, avec l'inscription St. Josef + ora pro nobis (730 kg).
L'orgue actuel de l'église date de 1981. Il comprend quarante-quatre registres.

## Bibliographie

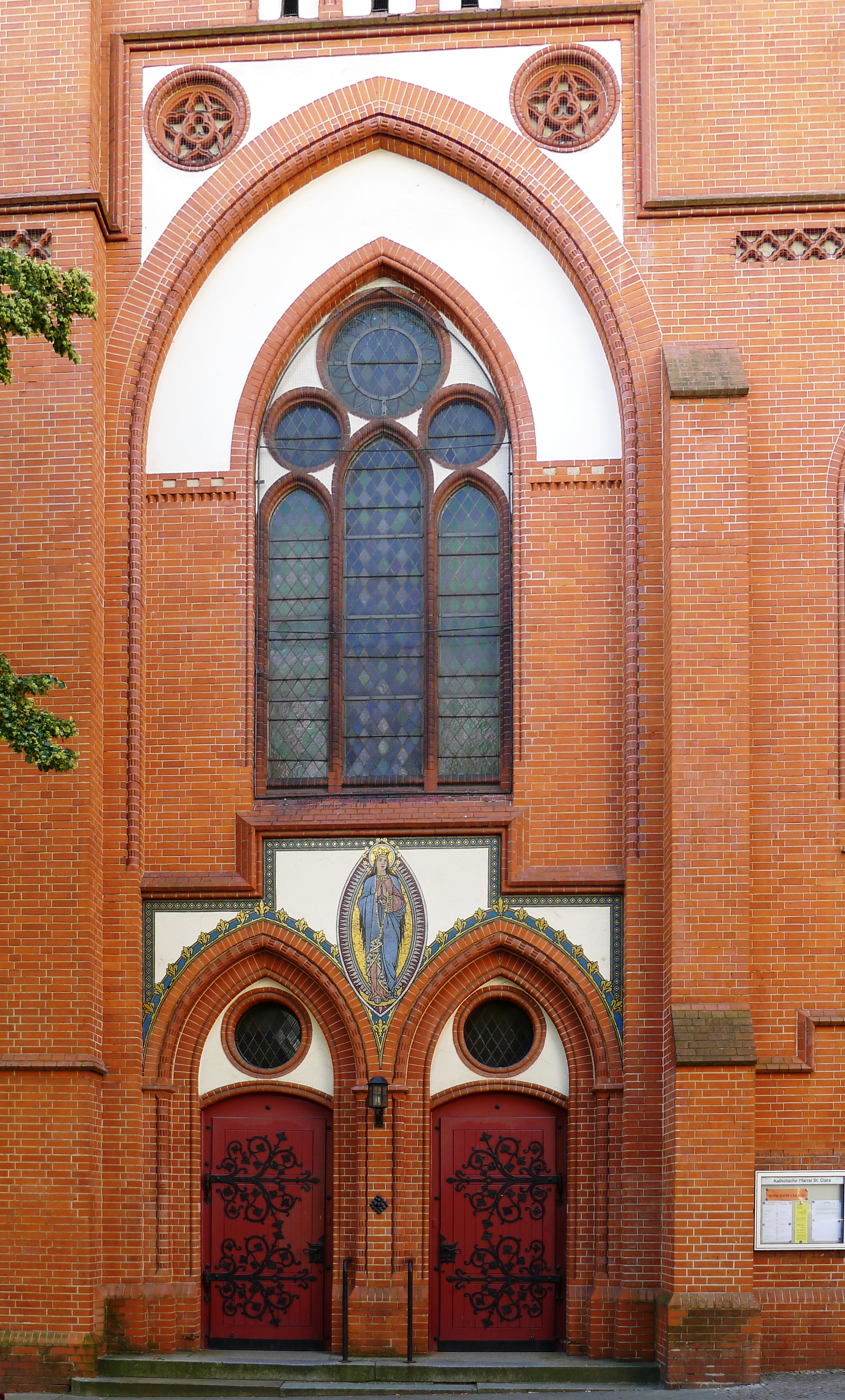
Détail de la façade avec son double portail

## Source
- (de) Cet article est partiellement ou en totalité issu de l’article de Wikipédia en allemand intitulé « St. Clara (Berlin) » (voir la liste des auteurs).